# Ray Strauss
Raymond Bernard "Ray" Strauss (Perth, 4 de noviembre de 1927 - 28 de julio de 2013) fue un deportista australiano que jugó críquet y hockey. Asistió a la Escuela Moderna de Perth y más tarde a la Universidad de Australia Occidental, jugando para el club de hockey de la universidad. Fue capitán de la selección en varias ocasiones, incluyendo cuando el equipo compartió la Copa Syme 1952 con la Universidad de Adelaida. Strauss representó a Australia Occidental en varias ocasiones desde 1949 hasta 1955, e hizo su debut en la prueba para el equipo nacional de Australia en agosto de 1954, contra Nueva Zelanda (con el compañero y capitán del equipo de críquet Ian Dick), aunque no está claro si jugaron más partidos con la selección nacional. Tanto a nivel de clubes como estatal, jugó en gran medida como defensor, por lo general como un fullback, y era conocido por sus "intercepciones y espacios largos".